# Roger Penrose
Sir Roger Penrose, cavaliere e OM. (Colchester, 8 agosto 1931), è un matematico, fisico e cosmologo britannico.
Fellow della Royal Society, è noto per il suo lavoro nel campo della fisica matematica, in particolare per i suoi contributi alla cosmologia; si occupa inoltre di giochi matematici. Laureato all'Università di Cambridge, è professore emerito all'Istituto di matematica dell'Università di Oxford e nel 1988 ha ricevuto, assieme a Stephen Hawking, il Premio Wolf per la fisica. Nel 2020 gli viene assegnato il Premio Nobel per la fisica "per avere scoperto che la formazione dei buchi neri è una robusta previsione della teoria generale della relatività”.

## Biografia e lavori
Roger Penrose viene da una famiglia di scienziati e artisti; è figlio dello psichiatra e genetista Lionel Penrose, celebre per i suoi studi sul ritardo mentale, e suoi fratelli sono Jonathan, grande maestro di scacchi, e Oliver, anche lui matematico e fisico. Ha anche una sorella minore, Shirley Penrose Hodgson, che ha seguito le orme del padre, essendo genetista. Suo zio era invece il pittore surrealista Roland Penrose (marito di Valentine Penrose e poi di Lee Miller), e suo nonno il ritrattista irlandese James Doyle Penrose.
Penrose fu allievo di Dennis William Sciama e, prima dei suoi studi sul Big Bang e la singolarità gravitazionale, sostenitore della teoria dello stato stazionario di Fred Hoyle. Si è sposato due volte, con Joan Isabel Wedge e Vanessa Thomas.

### Studi di matematica e gravità quantistica
Il suo contributo più importante probabilmente è l'invenzione (avvenuta nel 1971) della rete di spin, più avanti confluita in molte promettenti geometrie dello spaziotempo per la gravità quantistica. Ha dato inoltre importanti contributi alla fisica matematica con la sua teoria dei twistor. Egli è inoltre autore del libro La strada che porta alla realtà, che racchiude in 1200 pagine lo stato della fisica teorica moderna.

### Studi sui cristalli e i buchi neri

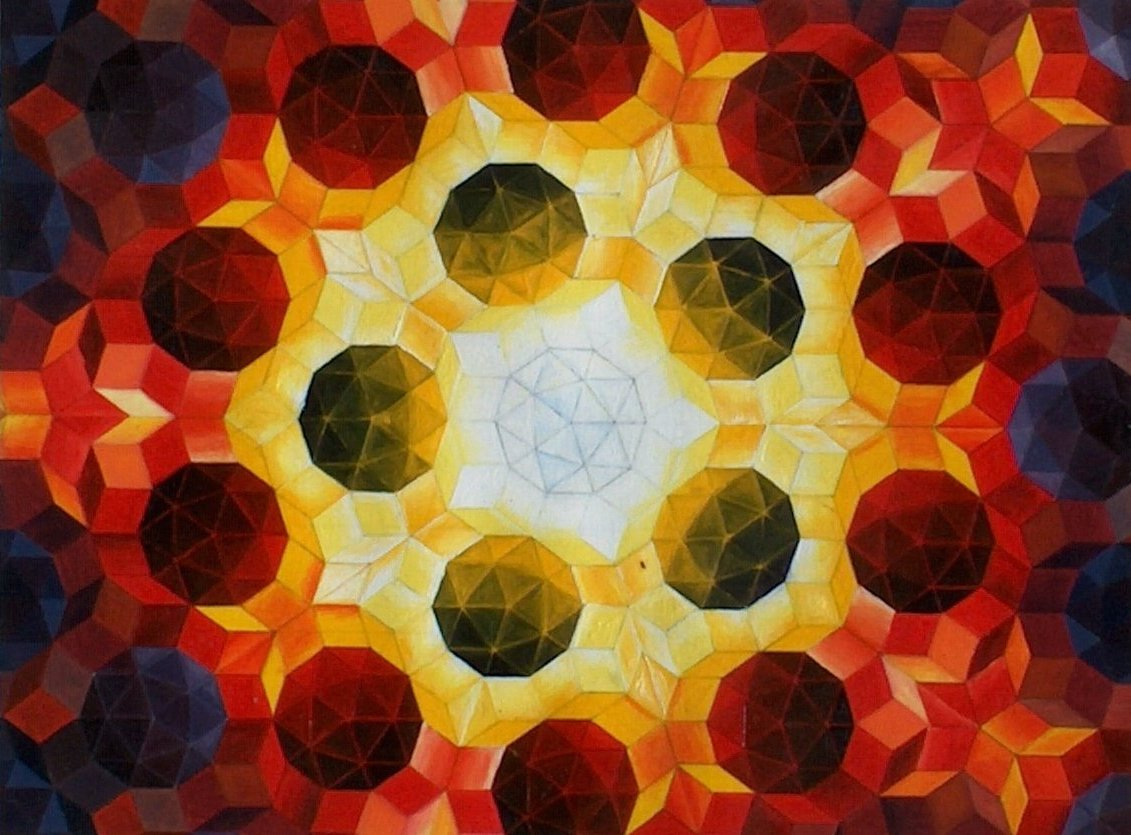
Dipinto ad olio di Urs Schmid (1995) raffigurante una tassellatura di Penrose

Penrose divenne famoso per l'invenzione avvenuta nel 1974 della tassellatura di Penrose, che è formata da due tasselli che possono ricoprire un piano solo aperiodicamente. Nel 1984, si sono ritrovati schemi simili nella disposizione degli atomi nei quasicristalli. Ha lavorato a lungo con il collega di Cambridge Stephen Hawking alle teorie sui buchi neri e la singolarità gravitazionale, sviluppando con lui l'ipotesi di censura cosmica.

### Modello cosmologico ciclico
Penrose e Vahe Gurzhadyan hanno elaborato una teoria denominata cosmologia ciclica conforme (CCC). Secondo Penrose, in una teoria esposta nel libro Dal Big Bang all'eternità, la materia e l'energia si dissolveranno anch'esse, i buchi neri assorbiranno il restante, evaporando poi tramite la radiazione di Hawking; solo i fotoni continueranno ad esistere, senza gravità. Alcuni scienziati, che accettano il modello, sostengono che il tempo si fermerà e si annulleranno le dimensioni e le distanze. Nel libro Dal Big Bang all'eternità, afferma che l'infinitamente piccolo allora equivarrà all'infinitamente grande, e l'universo apparentemente freddo e morto (o un universo disfatto) potrebbe così dare origine, per effetto dell'annullamento delle leggi fisiche precedenti, ad un nuovo Big Bang (l'entropia sarebbe la stessa della nascita del primo universo), anche se diverso da quello della teoria del Big Bounce. L'attuale universo sarebbe uno degli infiniti "eoni" (ognuno della durata di 10100) che costituiscono un eterno universo.
(Roger Penrose
)

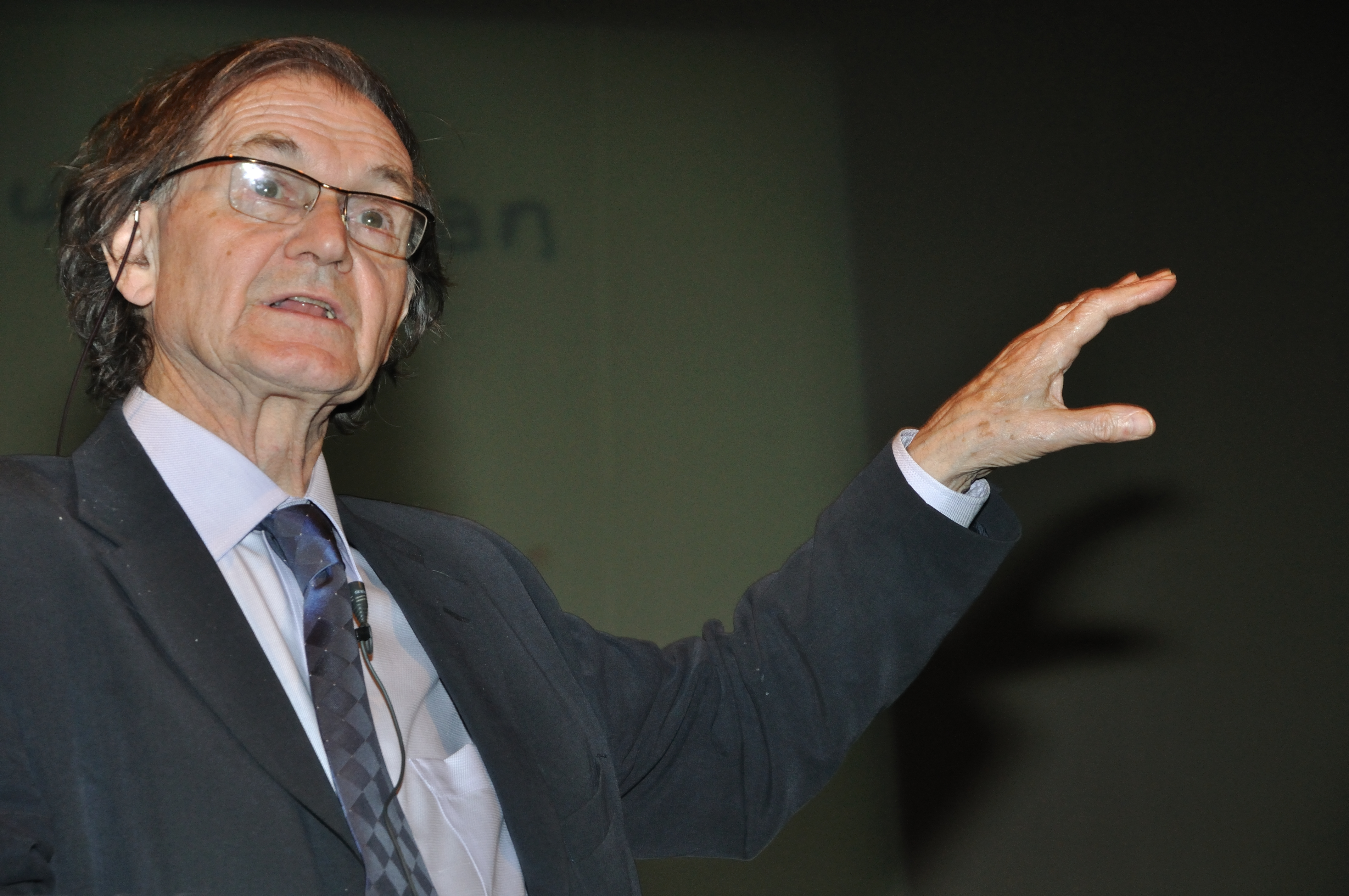
Conferenza di Roger Penrose

Penrose afferma che la prova sarebbe contenuta nella radiazione cosmica di fondo, nei segni circolari solitamente attribuiti a fluttuazioni quantistiche da molti fisici, che sarebbero residui di esplosioni di buchi neri supermassicci pre-Big Bang. Prima di questo Penrose credeva che il Big Bang fosse necessariamente unico, e che non bisognasse domandarsi cosa ci fosse prima di esso, ma poi la sua idea si è evoluta nell'attuale, a partire dai primi anni duemila.
Questo universo infinito e con infinite possibilità implica molte nuove ipotesi e speculazioni sul principio antropico forte e su teorie come la civiltà eterna di Dyson o la teoria del punto Omega di Frank Tipler.
Nel 2015, Penrose ha proposto una soluzione al paradosso di Fermi (un famoso paradosso sulle civiltà extraterrestri), basata sulla propria cosmologia.
Roger Penrose ha criticato l'attitudine di molti cosmologi verso la meccanica quantistica (pur ritenendola fondamentale), vissuta secondo lui come una "fede": in particolare, è un forte critico della diffusa teoria dell'inflazione cosmica (ricavata dai concetti di meccanica quantistica di energia del vuoto, energia di punto zero, transizione di fase quantistica e fluttuazione quantistica, secondo lui utilizzati a sproposito), definita da Penrose una "fantasia" e della teoria delle stringhe, descritta come un "fenomeno di moda".
Fashion, faith and fantasy in the new physics of the universe è appunto il titolo di un saggio del 2016 fortemente critico contro la teoria delle stringhe, l'inflazione e l'applicazione della meccanica quantistica al macrocosmo.

### Intelligenza umana e intelligenza artificiale
Penrose ha scritto vari libri divulgativi. In La mente nuova dell'imperatore e Ombre della mente, dopo aver descritto lo status attuale della fisica, egli affronta i limiti teorici dell'intelligenza artificiale e sostiene che esistono delle differenze intrinseche e ineliminabili fra l'intelligenza artificiale e l'intelligenza dell'uomo. In questi libri, egli cerca di dimostrare questa affermazione, osservando che l'uomo può compiere operazioni che non sono riconducibili alla logica formale, come sapere la verità di asserzioni non dimostrabili o risolvere il problema della terminazione. Queste affermazioni furono fatte in origine dal filosofo John Lucas del Merton College dell'Università di Oxford. Egli sostiene una forma di anti-riduzionismo in questo campo.

### Coscienza quantistica e concezione religiosa

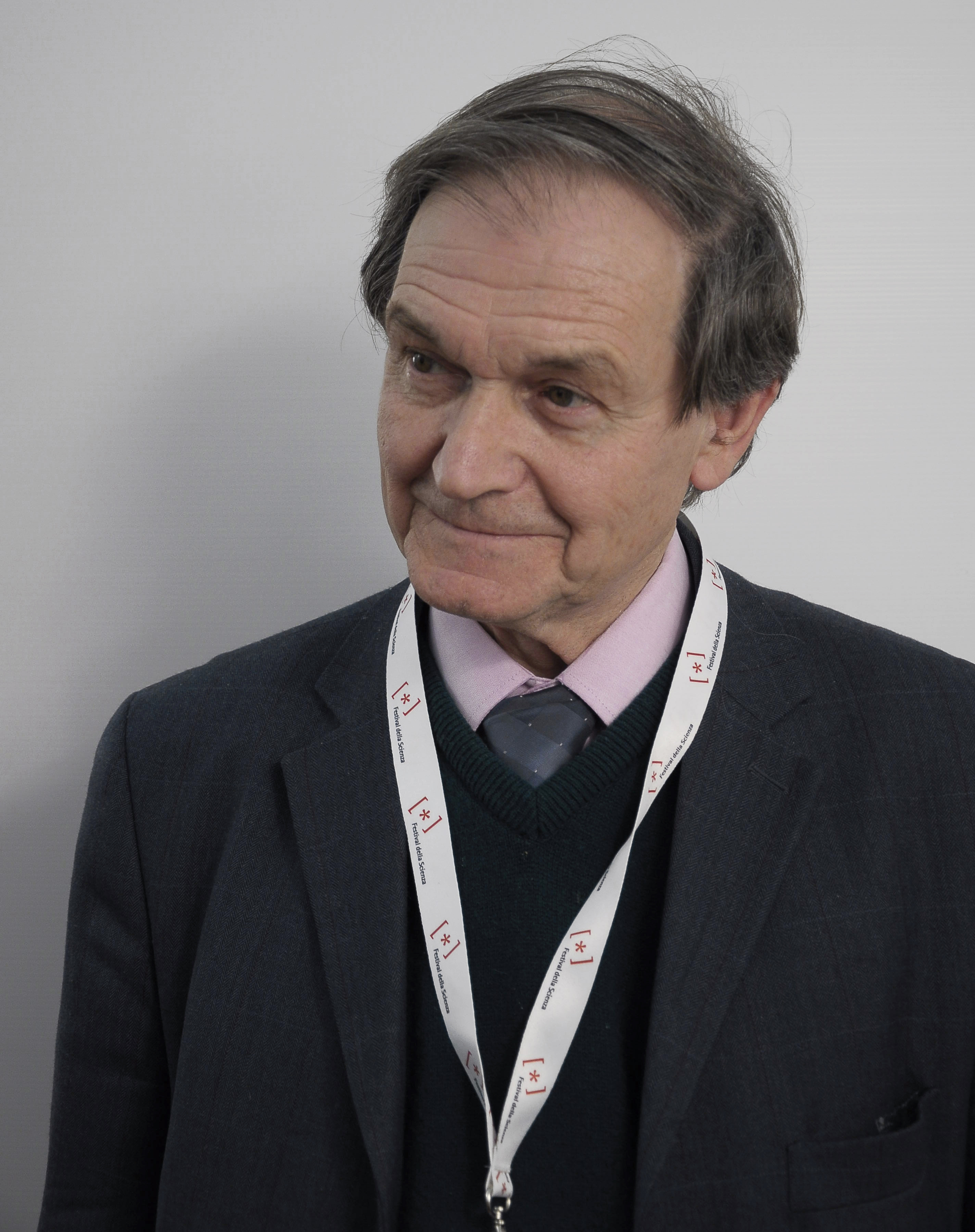
Roger Penrose al Festival della Scienza (2011)

Penrose sostiene che la coscienza non possa essere frutto di una computazione. Egli, prendendo come spunto alcune scoperte di Stuart Hameroff, ha elaborato una teoria della consapevolezza umana secondo la quale la coscienza potrebbe essere il risultato di fenomeni quantistici ancora ignoti, tra cui la sovrapposizione e il collasso della funzione d'onda, che avrebbero luogo nei microtubuli dei neuroni e che rientrerebbero in una nuova teoria capace forse di unificare la teoria della relatività di Einstein con la meccanica quantistica (teoria della coscienza quantistica o "riduzione obiettiva orchestrata", abbreviata in Orch-Or, da orchestred objective reduction). La teoria è stata ripresa da altri scienziati, ma è stata attaccata da un altro fisico, Max Tegmark, che in uno scritto pubblicato sulla rivista Physical Review E ha calcolato che la scala di tempo di attivazione ed eccitazione di un neurone nei microtubuli è più lento del tempo di decoerenza per un fattore di almeno 10.000.000.000. Nel gennaio 2014 Penrose e Hameroff hanno annunciato la scoperta, ad opera di Anirban Bandyopadhyay del National Institute for Materials Science del Giappone, della presenza di reazioni quantistiche nei microtubuli. Uno studio, con revisione paritaria, dell'ipotesi è stato pubblicato nel marzo 2014 da Penrose e Hameroff. Tuttavia nel 2022 un gruppo di fisici ha replicato a tale articolo conducendo un esperimento nel quale si conclude l'implausibilità del meccanismo quantistico alla base della teoria.
Roger Penrose è agnostico e non ha mai nutrito sentimenti religiosi Alcune sue concezioni fisiche richiamano alcuni celebri modelli della filosofia naturale del passato, nonché a varie reminiscenze artistiche come i dipinti dell'amico di famiglia Maurits Cornelis Escher. Penrose e Hameroff si propongono, con questa teoria di coscienza quantica, di spiegare anche le cosiddette esperienze ai confini della morte, senza negare o sminuire tali fatti, e contemporaneamente non abbandonare la razionalità scientifica. Per quanto riguarda la concezione della matematica, alcuni, tra cui l'amico Stephen Hawking, hanno definito Penrose come "un platonico".

## Contributi scientifici
In relatività generale, è noto per i suoi lavori sui buchi neri e le singolarità e problemi con la meccanica quantistica (con Stephen Hawking), ad esempio i cosiddetti teoremi di Penrose-Hawking. Ha inoltre introdotto il diagramma di Penrose e proposto il modello della cosmologia ciclica conforme con Vahe Gurzadyan. Per risolvere il problema della gravità quantistica, ha sviluppato la teoria dei twistor. Ha inoltre contribuito alla teoria del reticolo di spin.
In matematica, ha introdotto i concetti del triangolo di Penrose e della scala di Penrose (con il padre Lionel), ha scoperto la tassellatura di Penrose e ha risolto per la prima volta il problema dell'illuminazione.
Nelle neuroscienze ha ideato il concetto di "coscienza quantica" e con Stuart Hameroff ha sviluppato il modello Orch-Or.

## Riconoscimenti
- 2004   Medaglia Amaldi della Società italiana di relatività generale e fisica della gravitazione (SIGRAV)[20]

### Opere divulgative in italiano
- La mente nuova dell'imperatore (The Emperor's New Mind: Concerning Computers, Minds, and The Laws of Physics), Rizzoli, Milano 1992
- Ombre della mente (Shadows of the Mind: A Search for the Missing Science of Consciousness), Rizzoli, Milano 1996
- Il grande, il piccolo e la mente umana (The Large, the Small, and the Human Mind, in collaborazione con Abner Shimony, Nancy Cartwright e Stephen Hawking), Raffaello Cortina, Milano, 1998
- La natura dello spazio e del tempo (The Nature of Space and Time, in collaborazione con Stephen Hawking), Rizzoli, Milano 2002
- La strada che porta alla realtà (The Road to Reality: A Complete Guide to the Laws of the Universe), Rizzoli, Milano, 2005
- Dal Big Bang all'eternità. I cicli temporali che danno forma all'universo (Cycles of Time), Rizzoli, Milano, 2011, illustrazione di R. Penrose
- Numeri, teoremi & minotauri. Perché la nuova scienza non è affatto scientifica (Fashion, Faith, and Fantasy in the New Physics of the Universe), Rizzoli, marzo 2017